# Santa Maria in Domnica (diaconia)
La diaconia di Santa Maria in Domnica (in latino: Diaconia Sanctæ Mariæ in Domnica) si trova nella II Regione di Roma (Augustea). Intorno al 678 papa Agatone la assegnò ad uno dei 7 diaconi. Sembra che il nome in Domnica sia la traduzione latina della parola greca Kyriaka. La chiesa su cui insiste il titolo fu costruita in prossimità  dell'accampamento della V coorte dei " Vigiles " di Roma, sul luogo dove San Ciriaco dava ospitalità ai cristiani perseguitati.
Essa fu ricostruita da papa Pasquale I e mantenne la qualifica di arcidiaconia finché papa Gregorio VII non soppresse tale dignità. Durante il pontificato di papa Benedetto XIII la diaconia fu elevata a titolo presbiteriale, ma in seguito fu nuovamente retrocessa a diaconia.
La chiesa è anche nota come Santa Maria in Navicella in relazione ad una piccola nave in pietra, probabilmente un ex voto, che fu ritrovata al suo interno e che fu collocata nella fontana prospiciente.

## Titolari
- Frederic Gozzelon de Lorraine, O.S.B.Cas. (1049 - 2 agosto 1057 eletto papa con il nome di Stefano IX)
- Ildebrando di Soana, O.S.B.Clun. (6 marzo 1059 - 22 aprile 1073 eletto papa con il nome di Gregorio VII)
- Giovanni di Subiaco, O.S.B. (circa 1073 - 2 maggio 1121 deceduto)[1]
- Crescenzio (circa 1112 - 1120)
- Stefano (1120 - 1122)
- Angelo (1122 - 1130)
- Gerardo (1134 - 1145 ? deceduto)
- Simeone Borelli, O.S.B.Cas. (1158 - circa 1184 deceduto)
- Benedetto (dicembre 1200 - 1201 nominato cardinale presbitero di Santa Susanna)
- Roger (circa 1202 - marzo 1206 nominato cardinale presbitero di Sant'Anastasia)
  - Vacante (1206-1383)
- Tommaso Orsini dei Conti di Manupello (1383 - 10 luglio 1390 deceduto)
  - Vacante (1390-1417)
- Pietro Morosini (1417 - 11 agosto 1424 deceduto)
  - Vacante (1424-1473)
- Pedro González de Mendoza, titolo pro illa vice (17 maggio 1473 - 6 luglio 1478 nominato cardinale presbitero di Santa Croce in Gerusalemme)
  - Vacante (1478-1482)
- Ferry de Clugny, in commendam (marzo 1482 - 7 ottobre 1483 deceduto)
- Giovanni Battista Orsini (15 novembre 1483 - 23 marzo 1489 nominato cardinale presbitero di Santa Maria Nuova)
  - Vacante (1489-1492)
- Giovanni de' Medici (26 marzo 1492 - 9 marzo 1513 eletto papa con il nome di Leone X)
- Giulio de' Medici (29 settembre 1513 - 26 giugno 1517 nominato cardinale presbitero di San Clemente)
- Innocenzo Cybo (26 giugno 1517 - 28 febbraio 1550 nominato cardinale diacono di Santa Maria in Via Lata)
- Niccolò Gaddi (28 febbraio 1550 - 27 giugno 1550 nominato cardinale diacono di Santa Maria in Via Lata)
- Andrea Cornaro (27 giugno 1550 - 30 gennaio 1551 deceduto)
  - Vacante (1551-1555)
- Roberto de' Nobili (6 febbraio 1555 - 18 gennaio 1559 deceduto)
- Alfonso Carafa (6 marzo 1559 - 26 aprile 1560 nominato cardinale presbitero dei Santi Giovanni e Paolo)
- Giovanni de' Medici iuniore (26 aprile 1560 - 20 novembre 1562 deceduto)
  - Vacante (1562-1565)
- Ferdinando de' Medici (15 maggio 1565 - 10 maggio 1585 nominato cardinale diacono di Sant'Eustachio)
- Charles II de Lorraine de Vaudémont (24 giugno 1585 - 20 aprile 1587 nominato cardinale presbitero della Santissima Trinità al Monte Pincio)
- Federico Borromeo (15 gennaio 1588 - 9 gennaio 1589 nominato cardinale diacono dei Santi Cosma e Damiano)
- Francesco Maria Bourbon del Monte Santa Maria (9 gennaio 1589 - 5 aprile 1591 nominato cardinale presbitero dei Santi Quirico e Giulitta)
- Flaminio Piatti (5 aprile 1591 - 9 marzo 1592 nominato cardinale diacono dei Santi Cosma e Damiano)
  - Vacante (1592-1596)
- Andrea Baroni Peretti Montalto (21 giugno 1596 - 15 marzo 1600 nominato cardinale diacono di Sant'Angelo in Pescheria)
  - Vacante (1600-1610)
- Ferdinando Gonzaga (15 febbraio 1610 - 19 novembre 1612 nominato cardinale diacono di Santa Maria in Portico)
  - Vacante (1612-1616)
- Carlo de' Medici (18 maggio 1616 - 2 ottobre 1623 nominato cardinale diacono di San Nicola in Carcere)
  - Vacante (1623-1627)
- Alessandro Cesarini (6 ottobre 1627 - 6 settembre 1632 nominato cardinale diacono dei Santi Cosma e Damiano)
  - Vacante (1632-1644)
- Camillo Francesco Maria Pamphili (12 dicembre 1644 - 21 gennaio 1647 dimesso)
- Lorenzo Raggi (16 dicembre 1647 - 21 luglio 1653 nominato cardinale diacono di Sant'Angelo in Pescheria)
- Carlo Pio di Savoia iuniore (23 marzo 1654 - 11 febbraio 1664 nominato cardinale diacono di Sant'Eustachio)
  - Vacante (1664-1668)
- Sigismondo Chigi (1668 - 19 maggio 1670 nominato cardinale diacono di San Giorgio in Velabro)
- Camillo Massimo (23 febbraio 1671 - 30 gennaio 1673 nominato cardinale presbitero di Sant'Eusebio)
- Pietro Basadonna (15 gennaio 1674 - 6 ottobre 1684 deceduto)
  - Vacante (1684-1687)
- Francesco Maria de' Medici (9 luglio 1687 - 19 giugno 1709 dimesso)
  - Vacante (1709-1712)
- Curzio Origo (21 novembre 1712 - 1º luglio 1716 nominato cardinale diacono di Sant'Eustachio)
  - Vacante (1716-1725)
- Niccolò Coscia, titolo pro illa vice (23 luglio 1725 - 8 febbraio 1755 deceduto)
  - Vacante (1755-1803)
- Giovanni Castiglione (28 marzo 1803 - 9 gennaio 1815 deceduto)
  - Vacante (1815-1823)
- Tommaso Riario Sforza (17 novembre 1823 - 19 dicembre 1834); in commendam (19 dicembre 1834 - 13 maggio 1837 nominato cardinale diacono di Santa Maria in Via Lata)
  - Vacante (1837-1842)
- Francesco Saverio Massimo (27 gennaio 1842 - 11 gennaio 1848 deceduto)
- Roberto Giovanni F. Roberti (3 ottobre 1850 - 16 marzo 1863 nominato cardinale diacono di Santa Maria ad Martyres)
  - Vacante (1863-1866)
- Domenico Consolini (25 giugno 1866 - 20 dicembre 1884 deceduto)
  - Vacante (1884-1887)
- Agostino Bausa, O.P. (26 maggio 1887 - 14 febbraio 1889 nominato cardinale presbitero di Santa Sabina)
  - Vacante (1889-1901)
- Luigi Tripepi (18 aprile 1901 - 29 dicembre 1906 deceduto)
  - Vacante (1906-1911)
- Basilio Pompilj (30 novembre 1911 - 28 maggio 1914 nominato cardinale presbitero di Santa Maria in Ara Coeli)
- Scipione Tecchi (28 maggio 1914 - 22 gennaio 1915 deceduto)
- Nicolò Marini (7 dicembre 1916 - 27 luglio 1923 deceduto)
  - Vacante (1923-1935)
- Camillo Caccia Dominioni (19 dicembre 1935 - 12 novembre 1946 deceduto)
- Alfredo Ottaviani (15 gennaio 1953 - 26 giugno 1967); titolo pro illa vice (26 giugno 1967 - 3 agosto 1979 deceduto)
- Henri de Lubac, S.I. (2 febbraio 1983 - 4 settembre 1991 deceduto)
- Luigi Poggi (26 novembre 1994 - 24 febbraio 2005 nominato cardinale presbitero di San Lorenzo in Lucina)
- William Joseph Levada (24 marzo 2006 - 20 giugno 2016); titolo pro illa vice (20 giugno 2016 - 25 settembre 2019 deceduto)
- Marcello Semeraro, dal 28 novembre 2020